# Janetaescincus
Janetaescincus – rodzaj jaszczurek z podrodziny Scincinae w rodzinie scynkowatych (Scincidae).

## Zasięg występowania
Rodzaj obejmuje gatunki występujące endemicznie na Seszelach. 

## Systematyka

### Etymologia
Janetaescincus: „rodzaj nazwany jest od Janet, młodszej z moich dwóch sióstr”; łac. scincus „rodzaj jaszczurki, scynk”.

### Podział systematyczny
Do rodzaju należą następujące gatunki: 
- Janetaescincus braueri
- Janetaescincus veseyfitzgeraldi